# Stelios Kitsiou
Stelios Kitsiou, född 28 september 1993 i Thessaloniki, Grekland, är en grekisk fotbollsspelare som för närvarande spelar som back för Ankaragücü i Süper Lig. Han började sin karriär som ungdomsspelare i PAOK FC.